# Chimène Badi

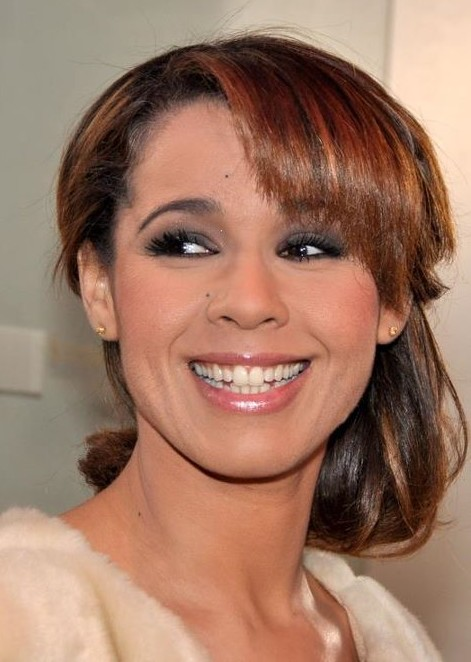
Chimène Badi (2012)

Chimène Badi (* 30. Oktober 1982 in Melun) ist eine französische Sängerin algerischer Abstammung.

## Karriere
Chimène Badi wurde in der Nähe von Paris geboren, wuchs aber in Südfrankreich auf. Mit sechs Jahren nahm sie erstmals an einem Gesangswettbewerb teil. Während ihres Studiums versuchte sie erfolglos, mit Demoaufnahmen einen Produzenten mit Label zu finden. 2002 nahm sie an der zweiten Staffel der Castingshow Popstars teil. Sie schaffte es zwar nicht in die Popstars-Band, legte dort aber den Grundstein für ihre Solokarriere. Einer der Juroren, Valéry Zeitoun, nahm sie bei seinem Label AZ unter Vertrag. Ihre erste Single Entre nous erschien am 27. Januar 2003 und wurde auf Anhieb ein Nummer-eins-Hit in Frankreich, in Belgien und der Schweiz kam sie in die Top 5 der jeweiligen Charts. Über eine Million Mal verkaufte sich das Lied in den französischsprachigen Ländern. Ihr gleichnamiges Debüt-Album erschien am 11. März 2003 und war ebenfalls in allen drei Ländern erfolgreich. In Frankreich erreichte es wie die Single Platinstatus.
Am 21. Juni 2003 stellte Badi ihre zweite Single Je vais te chercher vor 100.000 Zuschauern auf den Champs-Élysées vor. Danach war sie im Vorprogramm von Johnny Hallyday auf Tournee. Im Dezember 2003 wurde die dritte Single aus dem Album Entre nous veröffentlicht: Si j’avais su t’aimer.
Am 22. Juni 2004 erschien die Single Le jour d’après, die sie für den Soundtrack des gleichnamigen Films aufgenommen hatte. Sie wurde ihr zweiter Top-10-Erfolg.
Das zweite Album von Chimène Badi mit dem Namen Dis-moi que tu m’aimes folgte am 12. Oktober 2004. Damit erreichte sie auch in den französischen Albumcharts Platz eins und bekam sogar eine Diamantschallplatte für eine halbe Million verkaufte Exemplare. In Belgien und der Schweiz war sie ebenfalls erfolgreich und bekam Platin bzw. Gold. Der Tonträger beinhaltet 15 Chansons. Auf diesem Album ist auch der Titel Je viens du sud, eine Coverversion des Lieds von Michel Sardou, zu hören. Dieses Lied hatte sie einige Monate zuvor in der Mottoshow La chanson numéro 1 interpretiert. In Frankreich und Belgien erreichte es Platz 2 und war damit ihre zweiterfolgreichste Singleveröffentlichung.
2006 erschien ihr erstes Livealbum, das im Pariser Olympia aufgenommen worden war, bevor noch im selben Jahr ihr drittes Studioalbum Le miroir folgte. Beide Alben kamen in die Top 3 der französischen Albumcharts. Allerdings schaffte es nur die Single Tellement beau in die Charts.
Es folgte eine längere Pause, bevor sie 2010 mit dem Album Laisse-les dire zurückkehrte. Nur ein Jahr später folgte das Album Gospel & Soul mit Coverversionen englischer und französischer Klassiker. In dieser Zeit trat sie nur unter ihrem Vornamen Chimène auf. Beide Alben erreichten in Frankreich und im französischsprachigen Belgien erneut die Top 10. 2012 nahm sie an der dritten Staffel der Tanzshow Danse avec les stars teil.
Erneut folgte eine längere Pause, nach der sie sich 2015 wieder als Chimène Badi und dem Album Au-delà des maux zurückmeldete.

## Diskografie

### Alben
| Jahr | Titel                                  | Höchstplatzierung, Gesamtwochen, AuszeichnungChartplatzierungen (Jahr, Titel, Platzierungen, Wochen, Auszeichnungen, Anmerkungen) | Höchstplatzierung, Gesamtwochen, AuszeichnungChartplatzierungen (Jahr, Titel, Platzierungen, Wochen, Auszeichnungen, Anmerkungen) | Höchstplatzierung, Gesamtwochen, AuszeichnungChartplatzierungen (Jahr, Titel, Platzierungen, Wochen, Auszeichnungen, Anmerkungen) | Anmerkungen                                                            |
| Jahr | Titel                                  | CH | BEW | FR | Anmerkungen                                                            |
| ---- | -------------------------------------- | --- | --- | --- | ---------------------------------------------------------------------- |
| 2003 | Entre nous                             | CH10 (10 Wo.)CH | BEW35 (17 Wo.)BEW | FR4 ×2Doppelgold · (… Wo.)FR | Erstveröffentlichung: 4. März 2003                                     |
| 2004 | Dis-moi que tu m’aimes                 | CH35 Gold · (38 Wo.)CH | BEW2 Platin · (69 Wo.)BEW | FR1 Diamant · (98 Wo.)FR | Erstveröffentlichung: 11. Oktober 2004                                 |
| 2005 | Live à l’Olympia                       | CH30 (9 Wo.)CH | BEW3 (24 Wo.)BEW | FR2 (45 Wo.)FR | Erstveröffentlichung: 2. Dezember 2005 Livealbum                       |
| 2006 | Le miroir                              | CH34 (8 Wo.)CH | BEW8 (28 Wo.)BEW | FR3 (57 Wo.)FR | Erstveröffentlichung: 27. November 2006                                |
| 2010 | Laisse-les dire                        | CH34 (5 Wo.)CH | BEW3 (24 Wo.)BEW | FR4 (34 Wo.)FR | Erstveröffentlichung: 3. Mai 2010 als Chimène                          |
| 2011 | Gospel & Soul                          | CH42 (6 Wo.)CH | BEW4 (69 Wo.)BEW | FR7 (61 Wo.)FR | Erstveröffentlichung: 21. November 2011 als Chimène                    |
| 2012 | Dis-moi que tu m’aimes / Gospel & Soul | — | — | FR73 (4 Wo.)FR | Erstveröffentlichung: 10. September 2012 Doppel-Wiederveröffentlichung |
| 2015 | Au-delà des maux                       | CH61 (2 Wo.)CH | BEW10 (26 Wo.)BEW | FR6 (20 Wo.)FR | Erstveröffentlichung: 4. September 2015                                |
| 2019 | Chimène                                | CH50 (2 Wo.)CH | BEW14 (12 Wo.)BEW | FR25 (9 Wo.)FR | Erstveröffentlichung: 19. April 2019                                   |
| 2020 | Entre nous                             | — | BEW37 (14 Wo.)BEW | FR83 (1 Wo.)FR | Erstveröffentlichung: 2. Oktober 2020 Kompilation                      |
| 2023 | Chimène chante Piaf                    | CH64 (2 Wo.)CH | BEW5 (27 Wo.)BEW | FR4 Gold · (31 Wo.)FR | Erstveröffentlichung: 20. Januar 2023                                  |
| 2024 | Gospel & Soul - La voix et l’âme       | — | BEW33 (… Wo.)BEW | FR36 (… Wo.)FR | Erstveröffentlichung: 8. November 2024                                 |

### Singles
| Jahr | Titel Album                                   | Höchstplatzierung, Gesamtwochen, AuszeichnungChartplatzierungen (Jahr, Titel, Album, Platzierungen, Wochen, Auszeichnungen, Anmerkungen) | Höchstplatzierung, Gesamtwochen, AuszeichnungChartplatzierungen (Jahr, Titel, Album, Platzierungen, Wochen, Auszeichnungen, Anmerkungen) | Höchstplatzierung, Gesamtwochen, AuszeichnungChartplatzierungen (Jahr, Titel, Album, Platzierungen, Wochen, Auszeichnungen, Anmerkungen) | Anmerkungen                                                                                       |
| Jahr | Titel Album                                   | CH | BEW | FR | Anmerkungen                                                                                       |
| ---- | --------------------------------------------- | --- | --- | --- | ------------------------------------------------------------------------------------------------- |
| 2003 | Entre nous                                    | CH5 (22 Wo.)CH | BEW4 Gold · (20 Wo.)BEW | FR1 Platin · (25 Wo.)FR | Erstveröffentlichung: 28. Januar 2003                                                             |
| 2003 | Je vais te chercher Entre nous                | CH43 (18 Wo.)CH | BEW36 (4 Wo.)BEW | FR16 (25 Wo.)FR | Erstveröffentlichung: 8. Juli 2003                                                                |
| 2003 | L’hymne à l’amour –                           | — | — | FR50 (12 Wo.)FR | verschiedene Interpreten                                                                          |
| 2003 | Si j’avais su t’aimer Entre nous              | CH69 (10 Wo.)CH | — | FR21 (24 Wo.)FR | Erstveröffentlichung: 2. Dezember 2003                                                            |
| 2004 | Le jour d’après Dis-moi que tu m’aimes        | CH24 (13 Wo.)CH | BEW6 (18 Wo.)BEW | FR7 (20 Wo.)FR | Erstveröffentlichung: 15. Juni 2004 Teil des französischen Soundtracks von The Day After Tomorrow |
| 2004 | Je ne sais pas son nom Dis-moi que tu m’aimes | — | BEW13 (14 Wo.)BEW | FR12 (17 Wo.)FR | Erstveröffentlichung: 25. Oktober 2004                                                            |
| 2005 | Je viens du sud Dis-moi que tu m’aimes        | CH27 (26 Wo.)CH | BEW2 (22 Wo.)BEW | FR2 (24 Wo.)FR | Erstveröffentlichung: 7. Januar 2005                                                              |
| 2005 | Retomber amoureux Dis-moi que tu m’aimes      | CH38 (11 Wo.)CH | BEW8 (17 Wo.)BEW | FR11 (24 Wo.)FR | Erstveröffentlichung: 23. Mai 2005                                                                |
| 2005 | Dis-moi que tu m’aimes                        | CH50 (10 Wo.)CH | BEW30 (6 Wo.)BEW | FR23 (20 Wo.)FR | Erstveröffentlichung: 14. November 2005                                                           |
| 2006 | Tellement beau Le miroir                      | — | BEW15 (20 Wo.)BEW | FR15 (25 Wo.)FR | Erstveröffentlichung: 11. Dezember 2006                                                           |
| 2011 | Parlez-moi de lui Gospel & Soul               | — | BEW42 (4 Wo.)BEW | FR85 (3 Wo.)FR | Erstveröffentlichung: 17. Oktober 2011 als Chimène                                                |
| 2012 | Ma liberté Gospel & Soul                      | — | — | FR168 (1 Wo.)FR | Erstveröffentlichung: 13. März 2012 als Chimène                                                   |
| 2014 | Seras-tu là –                                 | — | — | FR126 (2 Wo.)FR | verschiedene Interpreten Liveaufnahme                                                             |
| 2014 | L’envie d’aimer Kiss & Love                   | — | — | FR135 (1 Wo.)FR | verschiedene Interpreten                                                                          |
| 2014 | Mes silences –                                | — | — | FR139 (1 Wo.)FR | Erstveröffentlichung: 7. November 2014                                                            |

Weitere Singles
- 2010: Laisse-les dire
- 2010: En équilibre
- 2010: D’une fille à sa mère
- 2011: Ain’t No Mountain High Enough (mit Billy Paul)
- 2012: Celui qui chante
- 2013: Proud Mary
- 2015: Elle vit